# 布赖恩·蒂彻
布赖恩·戴维·蒂彻（英語：Brian David Teacher，1954年12月23日—），美国前男子网球运动员，1973年成为职业选手。他曾获得1980年澳大利亚网球公开赛男子单打冠军。他于1986年退役。